# Sweet Talker (album)
Sweet Talker è il terzo album in studio della cantautrice britannica Jessie J, pubblicato il 14 ottobre 2014 dall'etichetta discografica Republic Records.

## Singoli
Dall'album vengono estratti sei singoli, di cui tre ufficiali e tre promozionali. Il primo singolo ufficiale è Bang Bang, estratto il 25 agosto 2014, che vede la collaborazione della cantante statunitense Ariana Grande e della rapper Nicki Minaj. Il successo è immediato e mondiale e la canzone scala rapidamente le classifiche raggiungendo la prima posizione in diversi paesi. La seconda traccia estratta è il singolo promozionale Personal, pubblicato il 2 Ottobre 2014. Il terzo singolo, ufficiale, viene pubblicato l'8 ottobre 2014, Burnin' Up, che vede la collaborazione del rapper 2 Chainz. La sequenza dei singoli continua ed il 1º dicembre 2014 viene estratto il quarto singolo, promozionale, nel Regno Unito e in Irlanda: Sweet Talker. Successivamente, il 10 dicembre 2014, un nuovo singolo ufficiale, Masterpiece, scala le classifiche di molti paesi tra cui quella australiana, dove si certifica disco di platino. Infine, dopo il successo del brano Flashlight, inciso per la colonna sonora del film Pitch Perfect 2, viene estratto l'ultimo singolo promozionale dell'album per l'Australia, Ain't Been Done.

## Tour
Lo Sweet Talker World Tour è il tour mondiale di 104 concerti che, iniziato nel novembre 2014 e finito nel febbraio 2016, ha promosso l'omonimo album.

## Tracce
1. Ain't Been Done – 3:00 (David Gamson, Scott Harris, Emily Warren)
2. Burnin' Up (feat. 2 Chainz) – 3:40 (Jessica Cornish, Chloe Angelides, Tauheed Epps, Eric Frederic, Rickard Göransson, Jacob Kasher Hindlin, Gamal Lewis, Andreas Schüller)
3. Sweet Talker – 3:42 (Jessica Cornish, Yonatan Ayal, Alessia Degasperis Brigante, Thomas Pentz, Clement Picard, Maxime Picard, James Somani)
4. Bang Bang (feat. Ariana Grande & Nicki Minaj) – 3:19 (Rickard Göransson, Savan Kotecha, Onika Maraj, Max Martin)
5. Fire – 3:56 (Steve Booker, John Newman)
6. Personal – 3:54 (Jenna Andrews, William "Nasty Kutt" Wiik Larsen, Elle Varner)
7. Masterpiece – 3:40 (Josh Alexander, Britt Burton, Emily Warren)
8. Seal Me with a Kiss (feat. De La Soul) – 3:53 (Jessica Cornish, George Clinton, Warren Felder, David Jolicouer, Kelvin Mercer, Andrew "Pop" Wansel, Philippe Wynne)
9. Said Too Much – 3:34 (Jessica Cornish, Sean Douglas, Jason Evigan, Jonas Jeberg)
10. Loud (feat. Lindsey Stirling) – 4:33 (Terius "The-Dream" Nash, Christopher A. Stewart)
11. Keep Us Together – 3:49 (Louis Biancaniello, Corey Rooney, Sevyn Streeter, Stepan Taft, Ryan Vojtesak)
12. Get Away – 3:50 (Jessica Cornish, Wayne Hector, Steve Mac)

Tracce bonus nell'edizione deluxe
1. Your Loss I'm Found – 3:37 (Jessica Cornish, Hidde Huijsman, Massimo Cacciapuoti, Kuk Harrell, Michel van der Zanden)
2. Strip – 3:33 (Jessica Cornish, Joshua Coleman, Claude Kelly)
3. You Don't Really Know Me – 3:55 (Jessica Cornish, Lewis Allen)

## Successo commerciale
L'album ha debuttato con 25.000 copie alla decima posizione della Billboard 200, divenendo il suo miglior piazzamento. Nel Regno Unito, al contrario, ha esordito alla quinta posizione, il peggior risultato della sua carriera; tuttavia, è stato certificato disco d'oro, visto il superamento della soglia di 100.000 unità. In Brasile viene invece certificato disco d'oro.
Mondialmente ha venduto la prima settimana solo 62.000 copie, per poi venderne 23.000 la settimana seguente. Odiernamente, il disco conta più di mezzo milione di copie vendute.

## Classifiche
| Classifica (2014) | Posizione massima |
| ----------------- | ----------------- |
| Australia         | 14                |
| Belgio (Fiandre)  | 22                |
| Belgio (Vallonia) | 42                |
| Canada            | 16                |
| Corea del Sud     | 15                |
| Croazia           | 7                 |
| Danimarca         | 26                |
| Francia           | 131               |
| Germania          | 25                |
| Irlanda           | 11                |
| Italia            | 33                |
| Norvegia          | 15                |
| Nuova Zelanda     | 13                |
| Paesi Bassi       | 26                |
| Regno Unito       | 5                 |
| Spagna            | 20                |
| Svizzera          | 12                |
| Stati Uniti       | 10                |